# Santa Luzia (Minas Gerais)
Santa Luzia is een gemeente en stad in het centrum van de Braziliaanse deelstaat Minas Gerais. Ze ligt op
751 m hoog en telt ongeveer 218.000 inwoners (2017) op een oppervlakte van 234 km². De stad maakt deel uit van de grootstedelijke mesoregio Belo Horizonte.
Door zijn talrijke "condominiums" (ingesloten en bewaakte eengezinswoningen) heeft Santa Luzia veel aan aantrekkingskracht gewonnen. De midden- en hogere klasse uit Belo Horizonte trekt hierheen voor een vakantiehuisje in het groen.

## Aangrenzende gemeenten
De gemeente grenst aan Belo Horizonte, Jaboticatubas, Lagoa Santa, Sabará, Taquaraçu de Minas en Vespasiano.

## Geboren in Santa Luzia
- Nívio Gabrich (1927-1981), voetballer

## Galerij

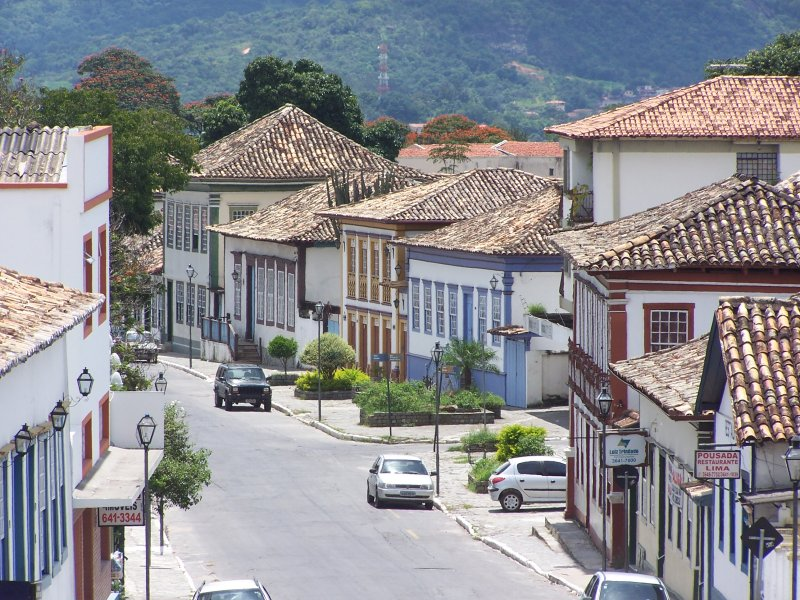
De hoofdstraat Rua Direita in Santa Luzia
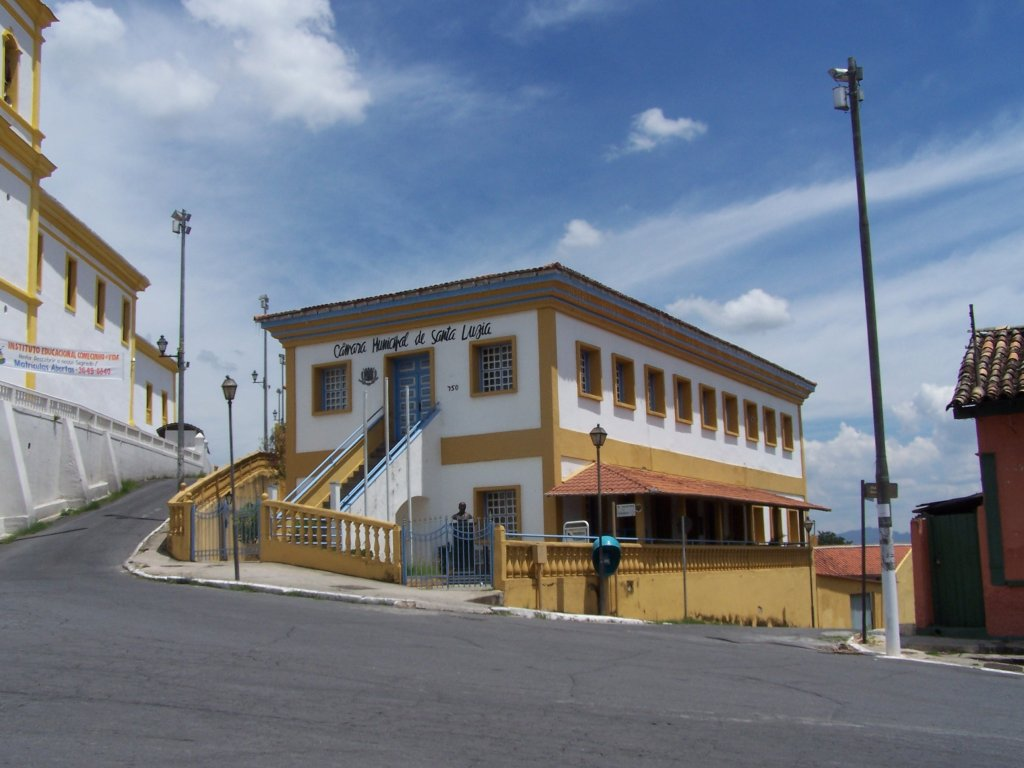
Câmara Municipal (raadhuis) van Santa Luzia
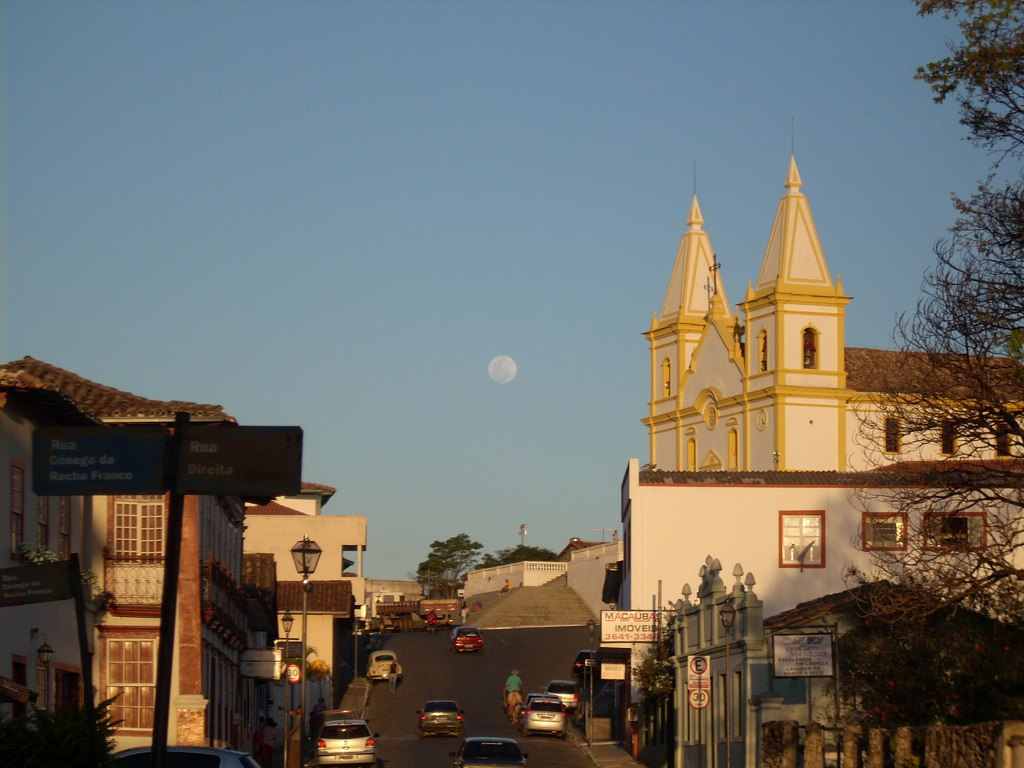
Katholieke kerk Santa Luzia in de gelijknamige gemeente
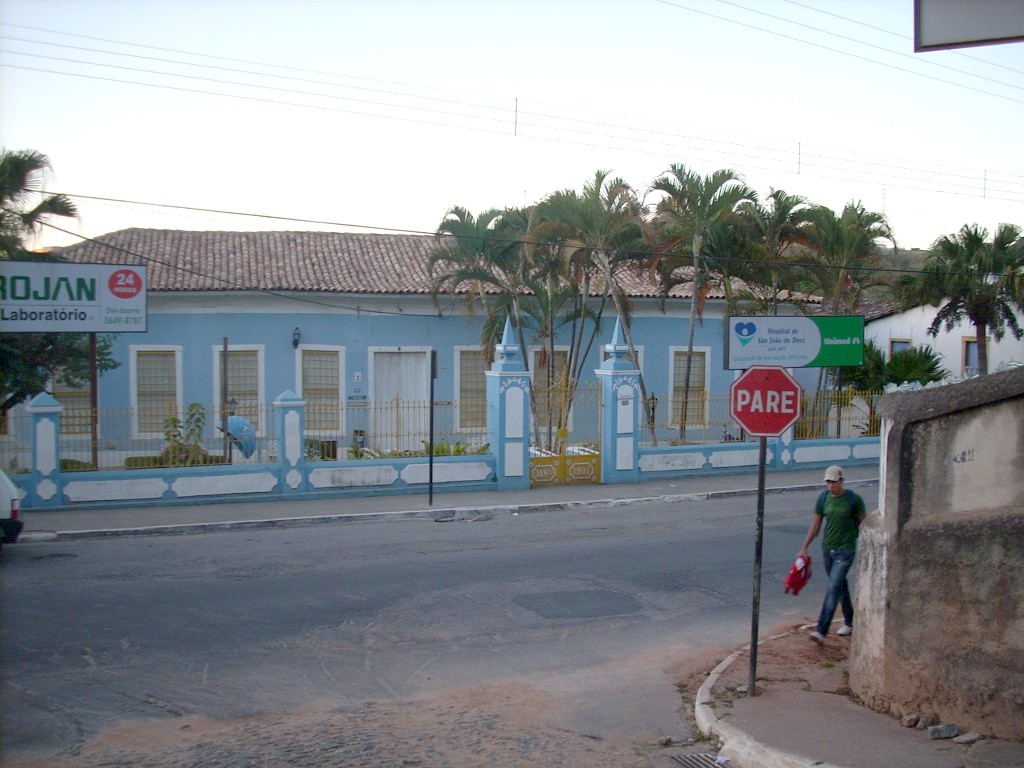
Hospital São João de Deus (ziekenhuis) in Santa Luzia